# Rio Uaicurapá
Rio Uaicurapá är ett vattendrag i Brasilien.   Det ligger i delstaten Amazonas, i den centrala delen av landet, 1 700 km nordväst om huvudstaden Brasília.
Runt Rio Uaicurapá är det ganska glesbefolkat, med 23 invånare per kvadratkilometer.